# Amiga CD32
L’Amiga CD32 est une console de jeux vidéo de cinquième génération développée par Commodore et commercialisée en septembre 1993. La CD32 est une console 32-bit dont l'architecture est basée sur l'ordinateur Amiga 1200.
L'Amiga CD32 est la première 32-bit à voir le jour en Occident (la FM Towns Marty l'a précédée au Japon). Comme la 3DO ou la Jaguar, commercialisées dans la même période, la CD32 n'est pas parvenue à percer sur le marché malgré le soutien des fans de la gamme Amiga. Ses limitations techniques, son mode d'affichage en bitplan la limitant grandement dans l'affichage des jeux en 3D texturée comme Doom en vogue à l'époque, le manque d'implication des développeurs et les difficultés financières de Commodore sont autant d'explications avancées de son échec.

## Historique
Malgré son originalité vis-à-vis des produits concurrents (manette de commande, boot sur CD-ROM, possibilité de brancher un clavier ainsi qu'une souris, plusieurs boîtiers pour des extensions disque dur et mémoire), la CD32 peine à se faire une place sur un marché des consoles de jeu autonomes. Les ventes remplissent 40 % des prévisions, occasionnant une perte de 350 millions de dollars.
L'Amiga CD32 est dévoilée le 16 juillet 1993 au Science Museum de Londres, la console est lancée peu de temps après, le 15 septembre 1993,, avec un prix fixé à 299 £ pour le Royaume-Uni et 2 490 F pour la France,. Moins de 100 000 machines sont vendues aux premiers trimestres en Europe. En Angleterre les jeux de la console dominent même le marché émergent du CD-ROM, devançant les ventes de PC CD-ROM.
Pendant le développement et le lancement de la console, la situation financière de Commodore est mauvaise. Au 31 décembre 1993, la compagnie accuse des pertes à hauteur de 374 millions de dollars sur les 18 derniers mois. Après avoir engagé des séries de licenciements collectifs en 1993, la compagnie éprouve des difficultés à payer les fournisseurs et se trouve dans l'incapacité de produire davantage de consoles pour la période de Noël. Une décision de justice (l'affaire CADtrack concernant le brevet XOR) l'empêche par ailleurs d'importer des produits aux États-Unis. La console, qui devait y être lancée début 1994 (au prix de 399 $), n'y sera jamais officiellement commercialisée. En 1994, les filiales de Commodore font faillite les unes après les autres. Les usines d'État aux Philippines se voient saisir les stocks de consoles par le gouvernement. La maison mère à West Chester est en faillite le 29 avril 1994. Commodore UK reste à flot plus longtemps, et vend les consoles jusqu'à Noël 1994. Les stocks disponibles seront pratiquement épuisés au premier trimestre 1995.
Dans les années 2010, diverses extensions (ajout de RAM, lecteurs de carte mémoires CompactFlash, etc.) continuent d'être produites pour la machine, certains jeux commerciaux comme Time Gal ou Road Avenger sont adaptés par des passionnés et de nouveaux jeux sont même encore produits.

## Spécifications techniques
- processeur principal : Motorola 68EC020 (68EC020RC16) cadencé à 14,32 MHz[1]
- mémoire vive : 2 Mio Chip RAM et 1 kio de RAM alimentée par batterie pour la sauvegarde des jeux et des paramètres généraux[1].
- mémoire morte : 1 Mio FlashROM avec le Kickstart (en) 3.1 version 40.6 et un système de fichiers CD compatible ISO 9660
- coprocesseurs : chipset AGA + Akiko (ce dernier pouvant être utilisé pour la conversion des modes vidéo chunky en mode bitplan (C2P) et la lecture de CD-ROM)
- AmigaOS 3.1
- mémoire de masse : lecteur CD-ROM propriétaire (MKE) 2× (300 kio/s)
- un port d'extension (pour l'accélérateur, le disque dur, la carte MPEG ou le boîtier d'extension SX-1)
- son : 4 voies stéréo (2 à gauche et 2 à droite) identique à l'Amiga 1000 via la puce Paula
- entrée/sorties : deux DB-9 pour joystick, port série interface pour clavier/souris 6 broches mini-DIN, sortie vidéo composite et S-Video. La CD-32 française a une sortie péritel au lieu d'une sortie S-Vidéo, 2 sorties audio RCA R+L, et une sortie casque[2],[6]
- dimensions : 21,2 × 31,1 × 8,1 cm[1],[2]
- masse : 1,44 kg

La CD32 peut être améliorée en utilisant les périphériques qui lui sont dédiés : ProModule, Paravision SX-1 et DCE SX-32 (qui inclut optionnellement un processeur 68030). Ces périphériques permettent de transformer la console en micro-ordinateur de type Amiga 1200 par le port d'extension, et de rajouter les connectiques manquantes (connecteur pour RAM port série, port parallèle, nappe IDE pour disque dur en interne et port externe, port disquette, port clavier Amiga AT KBD, sortie RVB au standard Amiga soit DB23, etc.).
La carte MPEG additionnelle lui permet de lire le format Video CD, la norme vidéo de l'époque qui a précédé l'arrivée des DVD pour les films.
Pour concevoir un CD destiné à être lu sur Amiga CD32, il est nécessaire de se conformer au standard ISO 9660, level 2, mode 1. Il ne faut utiliser ni Rock Ridge ni les extensions Joliet.

## Catalogue de jeux
L'Amiga CD32 fut commercialisée avec le jeu de stratégie Diggers de Millenium et le jeu de plates-formes Oscar de Flair. D'autres paquetages promotionnels ont inclus Chaos Engine, Dangerous Streets, Microcosm et Wing Commander.
Le catalogue comprend près de 200 jeux au total, pour la plupart adaptés de l'Amiga 1200, voire de l'Amiga 500. Quelques rares titres ont été spécialement développés pour la console, comme Guardian ou Liberation: Captive II. La machine a été principalement soutenue par des éditeurs britanniques comme Team17, Microprose UK, Gremlin ou Psygnosis.
Alien Breed 3D, Banshee, Beneath a Steel Sky, Cannon Fodder, Disposable Hero, Gloom, Liberation: Captive II, Microcosm, Pinball Illusions, Sensible Soccer: International Edition, Simon the Sorcerer, Speedball II, Superfrog, Super Skidmarks, Super Stardust, Syndicate, The Chaos Engine, The Misadventures of Flink, UFO: Enemy Unknown, Wing Commander ou encore Worms comptent parmi les productions bien reçues. De tous les jeux sortis sur la console, Flink, Litil Divil Castles II et Microcosm sont les seuls qui n'ont jamais connu une publication officielle sur un autre support Amiga. Une partie du catalogue CDTV est également compatible avec la console.
À noter que techniquement, étant un Amiga 1200 sans clavier ni lecteur disquette, le CD32 est en mesure de faire tourner la quasi-totalité des jeux Amiga existants. Il existe ainsi un certain nombre de compilations non officielles regroupant plusieurs centaines de titres du catalogue Amiga, adaptant parfois même certains titres nécessitant un clavier à la manette 6 boutons de la CD32.